# فرودگاه چستر
فرودگاه چستر (به انگلیسی: Chestermere (Kirkby Field) Airport) یک فرودگاه خصوصی است که یک باند فرود چمن دارد و طول باند آن ۳۲۲ متر است. این فرودگاه در کشور کانادا قرار دارد و در ارتفاع ۱۰۱۸ متری از سطح دریا واقع شده‌است.